# Срода Слонска
Срода Слонска (пољ. Środa Śląska) град је у Пољској у Војводству доњошлеском. По подацима из 2012. године број становника у месту је био 9278.

## Становништво
| 2012. |
| ----- |
| 9.278 |